# Greatest Hits (The-Offspring-Album)
Greatest Hits (englisch für „Größte Hits“) ist ein Best-of-Album der US-amerikanischen Punkband The Offspring. Es wurde am 27. Juni 2005 über das Label Columbia Records veröffentlicht.

## Inhalt
Die auf dem Album enthaltenen Lieder sind zum Großteil zuvor veröffentlichte Singles aus den fünf Studioalben Smash (drei Lieder), Ixnay on the Hombre (zwei Songs), Americana (drei Tracks), Conspiracy of One (zwei Stücke) und Splinter (zwei Titel). Lediglich der Song Can’t Repeat sowie der Hidden Track Next to You sind Neuveröffentlichungen. Außerdem ist der Track Defy You vom Soundtrack des Films Nix wie raus aus Orange County enthalten. Die in Europa veröffentlichte Version enthält zudem einen Wiseguys-Remix des Liedes The Kids Aren’t Alright.

## Produktion
Die für die Kompilation ausgewählten Lieder wurden von den Produzenten Jerry Finn, Brendan O’Brien, Thom Wilson und Dave Jerden produziert.

## Covergestaltung
Das Albumcover ist recht schlicht gehalten. Es zeigt links unten das Logo der Band in Schwarz-Grau – ein Totenkopf, dessen Haare wie Flammen aussehen und der von einem Kreis umgeben ist. Rechts oben im Bild befinden sich die Schriftzüge The Offspring und Greatest Hits in grau. Der Hintergrund ist schwarz gehalten.

## Titelliste
| #  | Titel                                                                           | Länge | Album                                                          |
| -- | ------------------------------------------------------------------------------- | ----- | -------------------------------------------------------------- |
| 1  | Can’t Repeat                                                                    | 3:24  | zuvor unveröffentlicht                                         |
| 2  | Come Out and Play (Keep ’Em Separated)                                          | 3:17  | Smash                                                          |
| 3  | Self Esteem                                                                     | 4:17  | Smash                                                          |
| 4  | Gotta Get Away                                                                  | 3:51  | Smash                                                          |
| 5  | All I Want                                                                      | 1:54  | Ixnay on the Hombre                                            |
| 6  | Gone Away                                                                       | 4:27  | Ixnay on the Hombre                                            |
| 7  | Pretty Fly (for a White Guy)                                                    | 3:08  | Americana                                                      |
| 8  | Why Don’t You Get a Job?                                                        | 2:49  | Americana                                                      |
| 9  | The Kids Aren’t Alright                                                         | 3:00  | Americana                                                      |
| 10 | Original Prankster                                                              | 3:41  | Conspiracy of One                                              |
| 11 | Want You Bad                                                                    | 3:22  | Conspiracy of One                                              |
| 12 | Defy You                                                                        | 3:48  | Soundtrack – Nix wie raus aus Orange County                    |
| 13 | Hit That                                                                        | 2:48  | Splinter                                                       |
| 14 | (Can’t Get My) Head Around You                                                  | 2:15  | Splinter                                                       |
| 15 | • (*) The Kids Aren’t Alright (The Wiseguys Remix) • Next to You (Hidden Track) | 8:36  | • B-Seite der Single She’s Got Issues • zuvor unveröffentlicht |

(*) Bonussong der in Europa veröffentlichten Version

## Rezeption
| Professionelle Bewertungen | Professionelle Bewertungen |
| -------------------------- | -------------------------- |
| Kritiken                   |                            |
| Quelle                     | Bewertung                  |
| laut.de                    | [ 2 ]                      |
| allmusic                   | [ 3 ]                      |

Matthias Manthe von laut.de bewertete das Album mit zwei von möglichen fünf Punkten und stellte die generelle Frage nach dem Sinn von Best Ofs. Es sei eine „lieblose Songzusammenstellung, frei von Überraschungen genau wie die Musik“ und beinhalte „genau einen Bonustrack,“ der stark dem Song The Kids Aren’t Alright ähnele.

## Kommerzieller Erfolg

### Chartplatzierungen und Singles
Das Best-of-Album stieg in den deutschen Charts bis auf Platz 23 und hielt sich zehn Wochen in den Top 100. In den USA erreichte das Album Rang 8 und verließ die Charts nach 18 Wochen.
Als Singles wurden die Lieder Can’t Repeat und Next to You ausgekoppelt, die allerdings keine Chartnotierungen erreichten.

### Auszeichnungen für Musikverkäufe
Das Album erhielt in den Vereinigten Staaten für mehr als eine Million Verkäufe eine Platin-Schallplatte. In Deutschland und im Vereinigten Königreich wurde es für jeweils über 100.000 verkaufte Einheiten mit einer Goldenen Schallplatte ausgezeichnet.

| Land/Region                  | Auszeichnungen für Musikverkäufe (Land/Region, Auszeichnung, Verkäufe) | Verkäufe  |
| ---------------------------- | ---------------------------------------------------------------------- | --------- |
| Australien (ARIA)            | 3× Platin                                                              | 210.000   |
| Deutschland (BVMI)           | Gold                                                                   | 100.000   |
| Finnland (IFPI)              | —                                                                      | 14.310    |
| Frankreich (SNEP)            | Gold                                                                   | 100.000   |
| Irland (IRMA)                | Gold                                                                   | 7.500     |
| Japan (RIAJ)                 | Platin                                                                 | 250.000   |
| Kanada (MC)                  | Platin                                                                 | 100.000   |
| Neuseeland (RMNZ)            | Platin                                                                 | 15.000    |
| Russland (NFPF)              | Gold                                                                   | 10.000    |
| Schweiz (IFPI)               | Gold                                                                   | 15.000    |
| Vereinigte Staaten (RIAA)    | Platin                                                                 | 1.000.000 |
| Vereinigtes Königreich (BPI) | Gold                                                                   | 100.000   |
| Insgesamt                    | 6× Gold · 7× Platin ·                                                  | 1.931.810 |

Hauptartikel: The Offspring/Auszeichnungen für Musikverkäufe